# César Juarros
César Juarros y Ortega (Madrid, 13 de noviembre de 1879-Madrid, 24 de octubre de 1942) fue un médico militar, psiquiatra y psicopedagogo español. También fue presidente de la Federación Española de Gimnasia desde 1933 hasta el comienzo de la Guerra Civil.

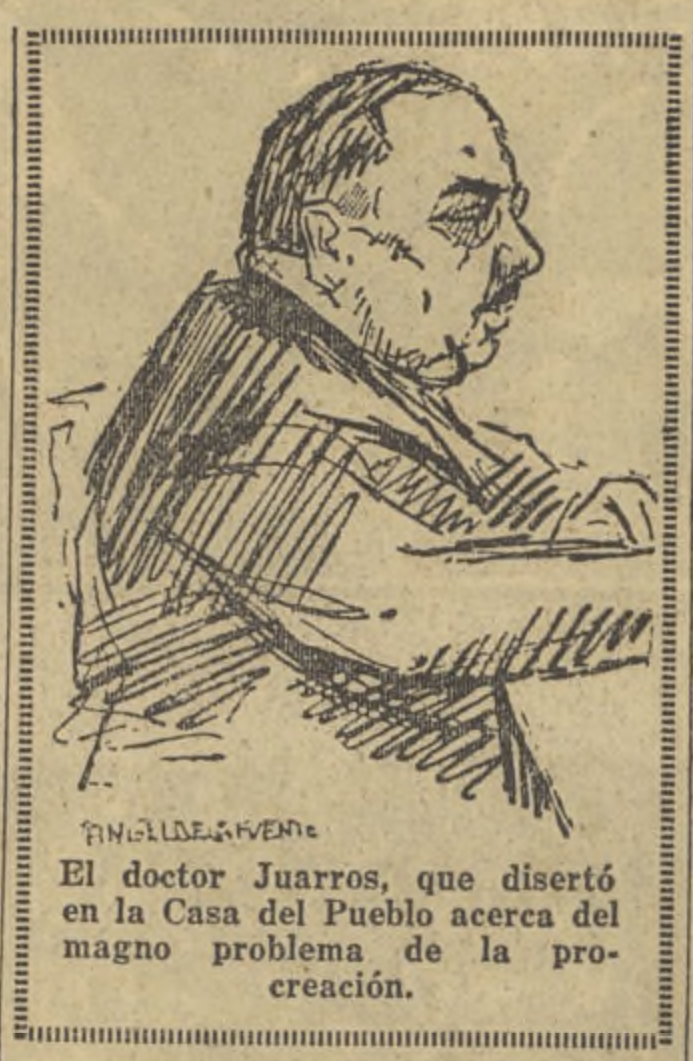
Retratado en El Liberal (1926)

Temprano seguidor de las doctrinas de Freud, Se dedicó a la psiquiatría forense y luchó por la reforma sexual en España de los años veinte defendiendo la institución del divorcio. Entre sus obras figura El hábito de la morfina. Clínica y terapéutica, publicada en Madrid en marzo de 1936. Al final de la obra sintetiza lo siguiente: "Es necesario proceder con urgencia a una reforma bien meditada de la legislación vigente, en lo que atañe al consumo y comercio de tóxicos".
Como psicopedagogo se dedicó especialmente a la educación higiénica y de niños con necesidades educativas especiales, y al respecto escribió Los niños acobardados, El nivel motórico. Edad motora, La sexualidad encadenada. Ejemplos y consejos y La determinación de la edad mental (Los métodos de Binet-Rossolimo-Pinter). 
Sobre estas publicaciones
- El Nivel Motórico. Edad Motora (1942, Madrid: Morata).
- Determinación de la Edad Mental (1943, Madrid: Morata).

Participa en
- Tratado Español de Venereología y Sifilografía, obra coordinada por Barrio de Medina, J. (1930, Madrid: Morata).
- Genética, Eugenesia y Pedagogía Sexual, I Jornadas Eugenésicas Españolas, obra coordinada por Noguera, Enrique y Huerta, Luis (1934, Madrid: Morata).